# Leo Raape
Leo Raape (* 14. Juni 1878 in Rheydt; † 7. Dezember 1964 in Hamburg) war ein deutscher Rechtsgelehrter.

## Leben
Raape wurde als Sohn eines Eisenbahnbediensteten 1878 in Rheydt geboren. Er besuchte Schulen in Osterburg (Altmark), Viersen, Rheydt und Krefeld. 1896 erhielt er in Krefeld das Zeugnis der Hochschulreife. Von 1896 bis 1899 studierte Raape Rechtswissenschaften an der Universität Bonn und absolvierte 1899 die erste juristische Staatsprüfung. Anschließend war er Referendar in Königswinter, Bonn und Köln und legte 1903 die zweite juristische Staatsprüfung ab.

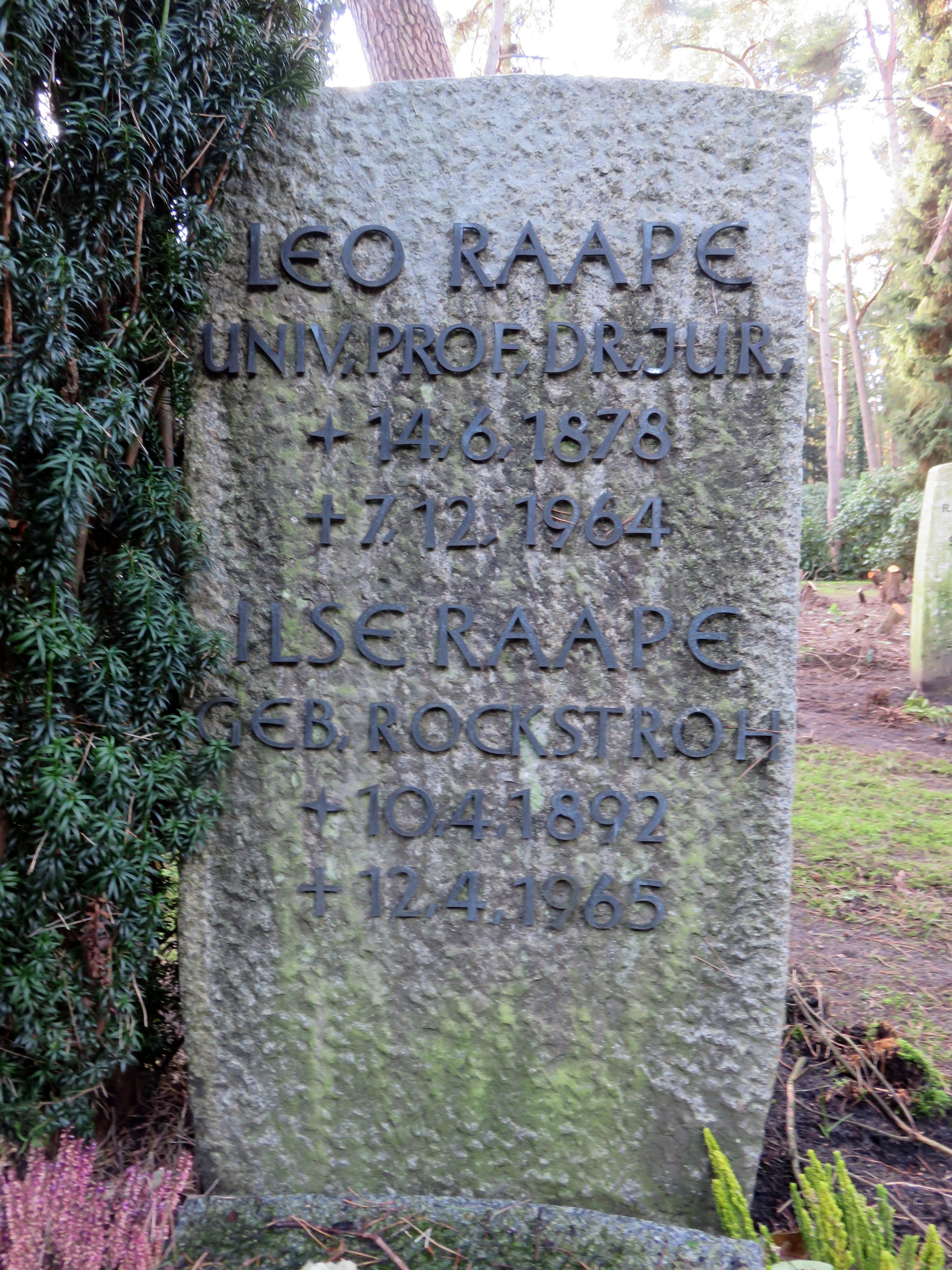
Grabstein für Leo Raape auf dem Friedhof Ohlsdorf

1901 wurde Raape von der Universität Bonn mit der Dissertation Besitzerwerb ohne Besitzwillen nach den Bürgerlichen Gesetzbuch promoviert. Dort erlangte er 1906 auch die venia legendi in den Gebieten bürgerliches Recht und internationales Privatrecht. Er wurde zunächst an die Universität Halle berufen und veröffentlichte 1912 die Schrift Der Verfall des griechischen Pfandes, besonders des griechisch-ägyptischen.
1913 ging er zur Vorbereitung auf eine Professur an der Universität Tokio nach London, kehrte schließlich aber bei Kriegsbeginn nach Deutschland zurück und trat ins Heer ein, wo er in der Masurenschlacht verwundet wurde. 1915 erhielt er eine Stelle im Kriegsministerium.
1924 erhielt er einen Ruf auf den Lehrstuhl für Bürgerliches Recht an die Universität Hamburg. Rufe nach Jena (1929) und Göttingen (1932) lehnte er ab. Von Oktober 1932 bis September 1933 war Raape Rektor der Universität Hamburg. Auf der Rektorenkonferenz im April 1933 schlug er vor, gegen die Entlassung der jüdischen Hochschullehrer zu protestieren. Der Vorschlag wurde von der Mehrheit der anwesenden Rektoren als "gefährlich und aussichtslos" abgelehnt.
Raape, der nicht der NSDAP beitrat, wurde 1948 emeritiert, setzte seine Lehrtätigkeit aber bis 1963 fort. Er starb 1964 im Alter von 86 Jahren im Universitätsklinikum Hamburg-Eppendorf, er wurde auf dem Ohlsdorfer Friedhof in Hamburg, Planquadrat T 26 (südöstlich Lippertplatz), beigesetzt.

## Wirken
Raape war Mitherausgeber des Archivs für die civilistische Praxis. Er schrieb das weithin rezipierte Werk zum Internationalen Privatrecht (Internationales Privatrecht (1938)). Für seine Arbeit wurde er 1958 vom Senat mit der Medaille für Kunst und Wissenschaft der Freien und Hansestadt Hamburg ausgezeichnet.

## Schriften
- Besitzerwerb ohne Besitzwillen nach den Bürgerlichen Gesetzbuch. Georgi, Bonn 1901 (Bonn, Universität, Dissertation, 1901).
- Der Verfall des griechischen Pfandes, besonders des griechisch-ägyptischen. Eine Studie. Buchhandlung des Waisenhauses, Halle (Saale) 1912.
- Deutsches internationales Privatrecht. Anwendung fremden Rechts. 2 Bände. Vahlen, Berlin 1938–1939.